# Dicranota spina
Dicranota spina är en tvåvingeart som beskrevs av Alexander 1933. Dicranota spina ingår i släktet Dicranota och familjen hårögonharkrankar. Inga underarter finns listade i Catalogue of Life.